# Marco Fidio Macer

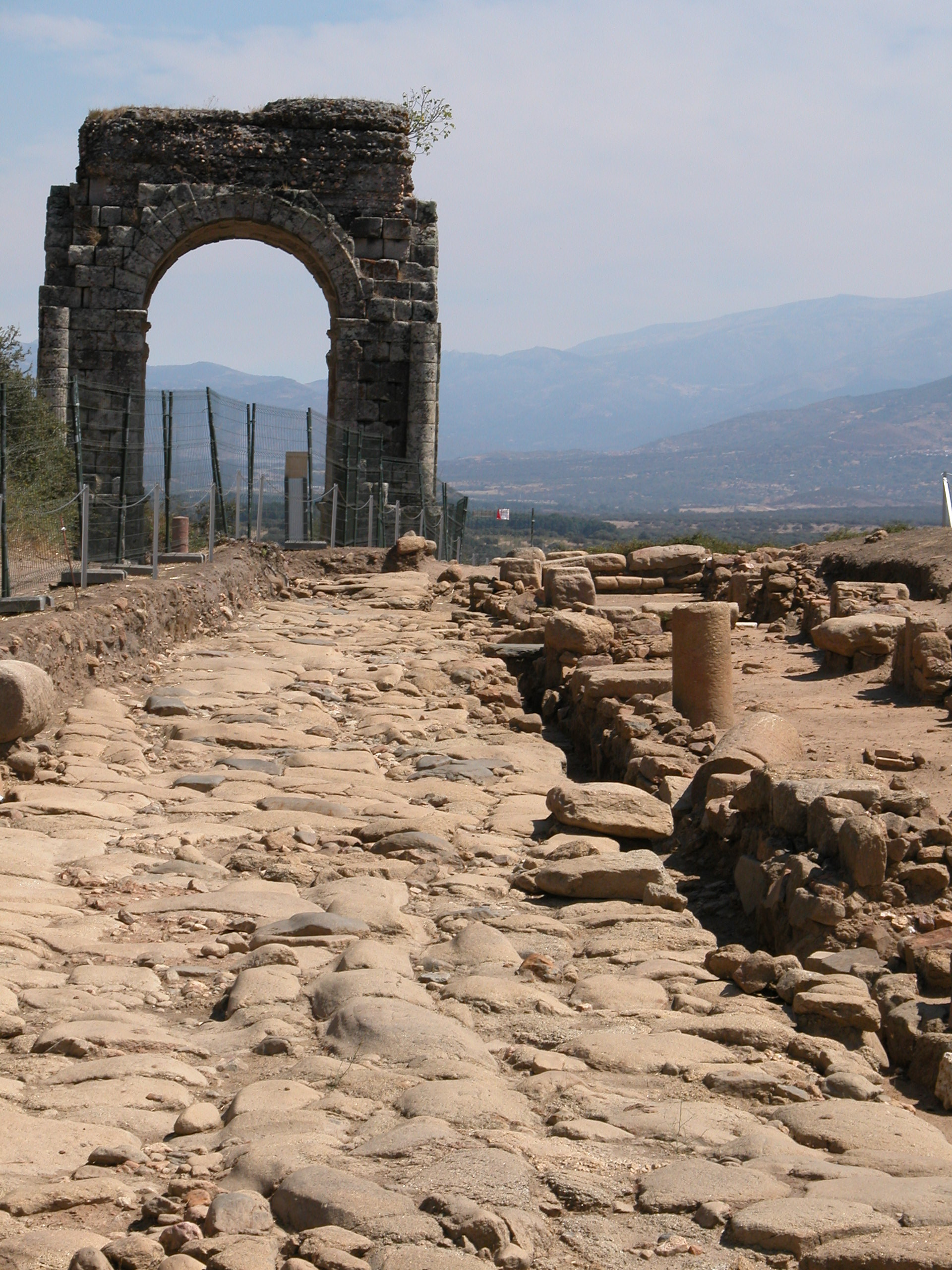
Vista del decumanus maximus de Cáparra, parte de la calzada romana Vía de la Plata, que atraviesa el Arco tetrápilo de Cápara, levantado a expensas de M. Fidius Macer en honor de sus padres y su esposa.

Marco Fido Macro (en latín Marcus Fidius Macer) fue un hispano natural de la ciudad de Cáparra en la provincia romana de Lusitania, que vivió en la segunda mitad del siglo I.

## Documentación
Conocemos su existencia y su carrera política a través de tres inscripciones, dos de ellas procedentes del Tetrapylon o Arco de Cáparra y la tercera de la cercana zona del foro de esa ciudad:
- CIL II 834: Bolosea[e] Fidio / Pelli f(iliae) Macri f(ilio) / M(arcus) Fidius Macer / testamento f(aciendum) c(uravit)
- CIL II 835: Iuliae Luperci f(iliae) / Lupercae M(arcus) Fidius / Macer uxori p(oni) i(ussit)
- HEp-12, 93 = AE 1967, 197 = AE 1987, 616j = AE 2002, 705: Aug(ustae) Trebar[unae] / M(arcus) Fidius Fidi f(ilius) Quir(ina) [Macer] / mag(istratus) III IIvir II praef(ectus) fa[brum]

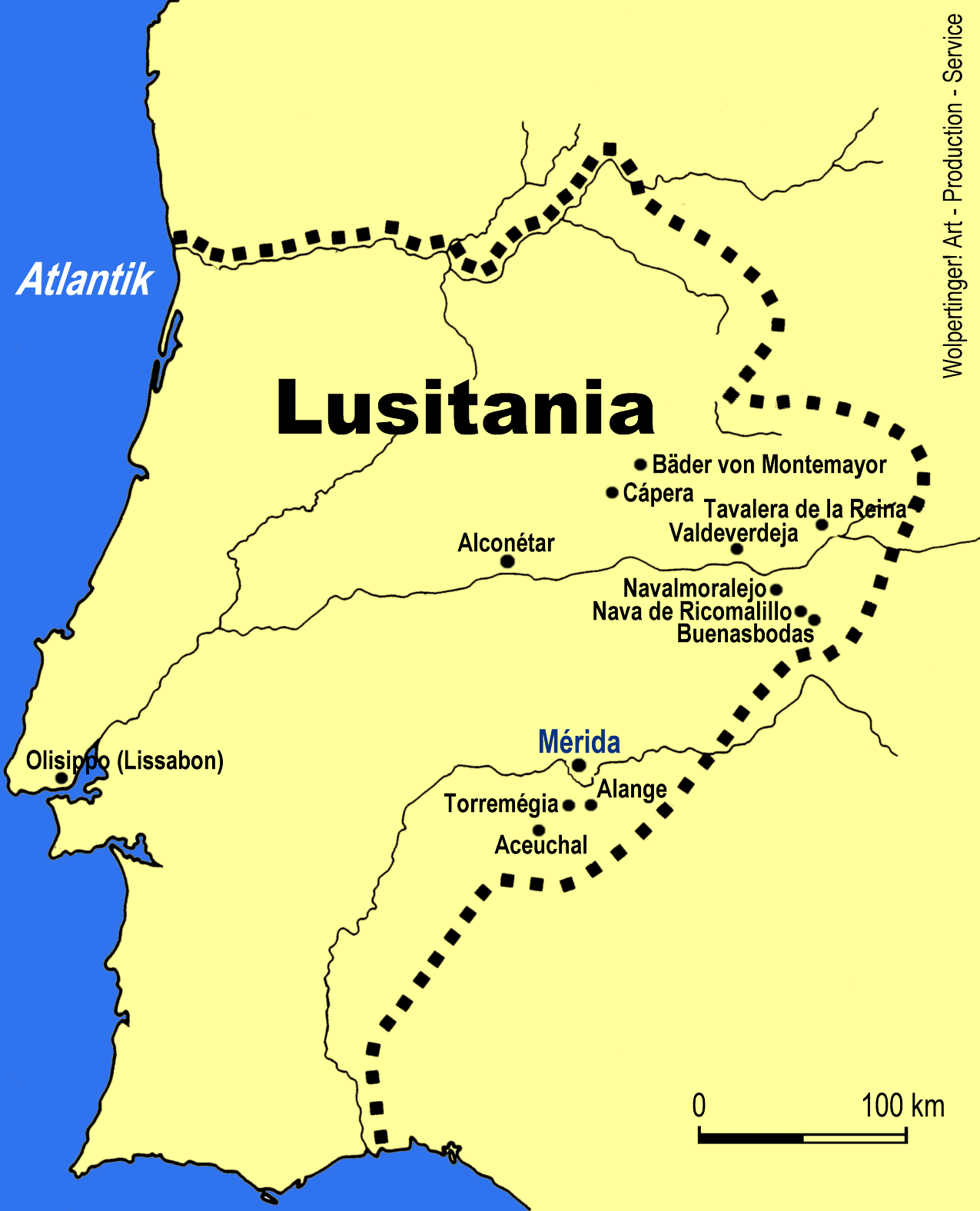
Mapa de la provincia romana Lusitania, en el que aparece la ciudad de Cáparra, junto con las más importantes del Conventus Emeritensis.

## Biografía
Su nombre romano o tria nomina está formado por el praenomen Marcus, uno de los más corrientes en el mundo romano, por el nomen Fidius, correspondiente con el nombre de su padre y relacionado con la Fides, una de las más importantes virtudes romanas, y por el cognomen Macer, el nombre de su abuelo paterno, también latino y bastante corriente. Esto indica que su familia por rama paterna tenía un alto grado de romanización, mientras que su madre portaba un nombre lusitano-vetón, Bolosea, aunque su patronímico era también latino, Pellius. Por su parte, su mujer ostenta un dua nomina, formado por el nomen imperial Iulia -relacionado con la Dinastía Julio-Claudia, y el cognomen latino Luperca, derivado del cognomen de su padre, Lupercus, indicando también un alto grado de romanización. 

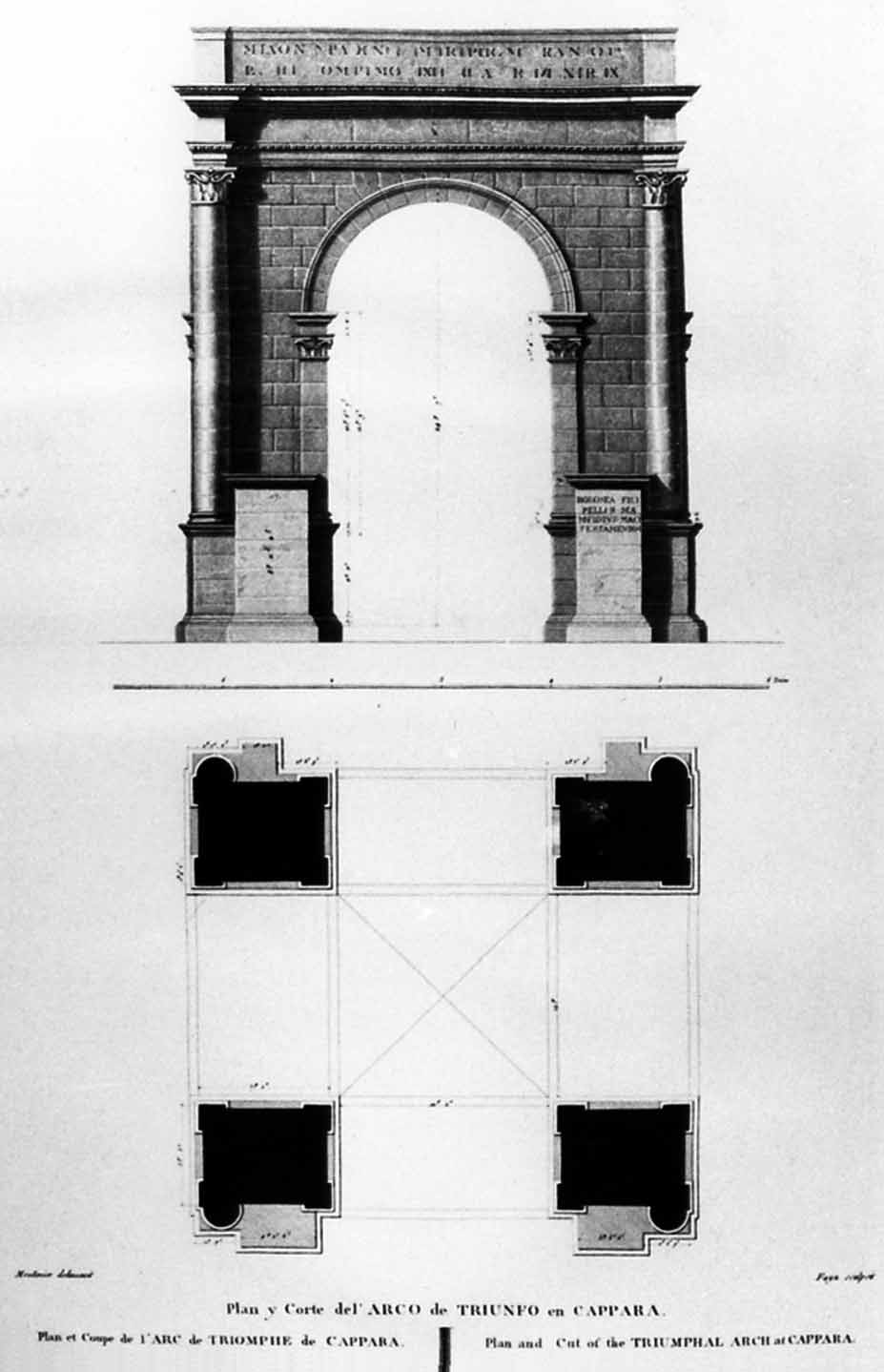
Reconstrucción ideal del Arco de Cápara, erigido por Fidius Macer en el último tercio del

Con ese elevado grado de romanización, Fidius Macer era miembro de la aristocracia local de Cáparra en el momento en el que, en aplicación de la concesión del ius latii por Vespasiano a toda Hispania, fue transformado en municipium, ya que la tercera inscripción señala que fue tres veces magistratus, es decir que ejerció el poder político dentro de Cáparra, comunidad bastante avanzada en la romanización porque denominaba a su máxima magistratura con el nombre romano de magistratus y no con un nombre indígena. Inmediatamente después, fue elegido duumviro por dos veces, es decir, ejerció la máxima magistratura de un municipium, lo que indica la solución de continuidad entre la Cáparra comunidad estipendaria y el Municipium Caparensis. Esta transformación debió producirse bajo el imperio de Domiciano entre 81 y 96. 
Fidius Macer poseía una fortuna suficiente para poder acceder al duumvirato, que la legislación romana establecía en la considerable suma de 100.000 sestercios, y a la ciudadanía romana per honorem al haber ocupado la máxima magistratura de su municipum, como puede apreciarse en la tercera inscripción, que indica su adscripción a la tribu romano Quirina, la asignada a los municipios falvios de Hispania, característica propia de los cives romani. Además, sus bienes eran tan cuantiosos, que alcanzaban los 400.000 sestercios, lo que permitió que el emperador le concediese el anillo ecuestre, ingresando en el Ordo Equester y ocupando la magistratura de Praefectus Fabrum o prefecto de los obreros.
Por su parte, su esposa, Iulia Luperca, debía pertenecer también a otra de las familias de notables que iban a nutrir el nuevo ordo decurionis Caparensis.
Macer demostró su riqueza participando en la monumentalización de su comunidad recién transformada en municipium levantando el Arco de Cápara, un arco cuadrifronte en el que incluyó dos pedestales con inscripción para erigir estatuas en honor de sus difuntos padres y de su esposa.
Además, también para engalanar su ciudad, debió levantar un edificio relacionado con las aguas, tal vez un ninfeo o fuente monumental, que dedicó a la diosa lusitano-vetona de las aguas Trebaruna, a la añadió el epíteto de Augusta, clara alusión al culto imperial y al genius imperatoris, con lo que asociaba un culto prerromano con el culto imperial, indicio claro de compromiso con la romanidad.